# Теті (муніципалітет)
Теті (італ. Teti, сард. Teti) — муніципалітет в Італії, у регіоні Сардинія,  провінція Нуоро.
Теті розташоване на відстані близько 350 км на південний захід від Рима, 100 км на північ від Кальярі, 31 км на південний захід від Нуоро.
Населення — 678 осіб (2014).

## Демографія
Населення за роками:

Станом на 1 січня 2023 року в муніципалітеті офіційно проживало 13 іноземців з 2 країн, серед них 12 громадян країн Євросоюзу.

## Сусідні муніципалітети
- Аустіс
- Оллолаї
- Ольцаї
- Оводда
- Тіана